# Пасич, Евгений Анатольевич
Евге́ний Анато́льевич Па́сич (укр. Євгеній Анатолійович Пасіч; род. 13 июля 1993, Днепродзержинск, Днепропетровская область) — украинский футболист, защитник клуба «Металлист 1925», выступающий на правах аренды за клуб «Оболонь».

## Ранние годы
Родился 13 июля 1993 в городе Днепродзержинск (ныне — Каменское), как и его брат-близнец Геннадий. В ДЮФЛУ защищал цвета днепродзержинского «Энергоюниора» (2006) и днепропетровского «Интера» (2006—2010).

## Клубная карьера
В 2011 году подписал свой первый профессиональный контракт, с днепропетровским «Днепром», но в составе главной команды «днепрян» не сыграл ни одного матча. В сезоне 2010/11 годов выступал во второлиговом фарм-клубе «Днепр-2». В составе второй команды днепропетровцев дебютировал 24 июля 2010 года в проигранном домашнем матче (0:1) 1-го тура группы Б второй лиги чемпионата Украины против донецкого «Олимпика», выйдя на поле на 72-й минуте. Первым голом в профессиональной карьере отметился 8 октября 2010 в проигранном гостевом матче (1:2) 12-го тура группы Б второй лиги чемпионата Украины против донецкого «Олимпика». Вышел на поле 46-й минуте вместо Игоря Бинова, а на 69-й минуте отличился голом. Всего в футболке «Днепра-2» провел 19 матчей и отметился 1 голом. В составе юниорской и молодежной команд «Днепра» сыграл 67 матч и отметился 6-ю голами.
В январе 2014 году на правах аренды перешел в «Нефтяник». По окончании сезона подписал полноценный контракт с ахтырской командой. В составе «Нефтяника» дебютировал 5 апреля 2014 в победном выездном матче (2:0) 22-го тура первой лиги чемпионата Украины против армянского «Титана». Евгений вышел на поле на 68-й минуте, заменив Романа Светличного. Дебютным голом в футболке ахтырской команды отметился 18 мая 2014 в домашнем матче 28-го тура первой лиги чемпионата Украины против алчевской «Стали». Поединок завершился со счетом 2:2. Евгений вышел в стартовом составе, а на 60-й и 64-й минутах отличился забитыми мячами, которые так и остались единственными в матчах за «Нефтяник».
Летом 2017 перешел в состав новичка Премьер-лиги ровенского «Вереса», в составе которого 16.07.2017 дебютировал в украинском элитном дивизионе в матче с «Мариуполем» (0:0). В начале следующего года перешел в другой клуб Премьер-лиги «Олимпик».

## Достижения
«Днепр-1»
- Серебряный призёр чемпионата Украины: 2022/23

## Клубная статистика
| Сезон              | Клуб               | Лига               | Чемпионат | Чемпионат | Кубок | Кубок | Еврокубки | Еврокубки | Всего | Всего |
| Сезон              | Клуб               | Лига               | Игры      | Голы      | Игры  | Голы  | Игры      | Голы      | Игры  | Голы  |
| ------------------ | ------------------ | ------------------ | --------- | --------- | ----- | ----- | --------- | --------- | ----- | ----- |
| 2013/14            | Нефтяник-Укрнефть  | Первая лига        | 8         | 2         | —     | —     | —         | —         | 8     | 2     |
| 2014/15            | Нефтяник-Укрнефть  | Первая лига        | 26        | 1         | 1     | 0     | —         | —         | 27    | 1     |
| 2015/16            | Нефтяник-Укрнефть  | Первая лига        | 21        | 0         | 2     | 0     | —         | —         | 23    | 0     |
| 2016/17            | Нефтяник-Укрнефть  | Первая лига        | 28        | 2         | 4     | 1     | —         | —         | 32    | 3     |
| Итого Первая лига: | Итого Первая лига: | Итого Первая лига: | 83        | 5         | 7     | 1     | —         | —         | 90    | 6     |
| 2017/18            | Верес              | Премьер-лига       | 11        | 1         | 1     | 0     | —         | —         | 12    | 1     |
| Итого за Верес:    | Итого за Верес:    | Итого за Верес:    | 11        | 1         | 1     | 0     | —         | —         | 12    | 1     |
| 2017/18            | Олимпик            | Премьер-лига       | 9         | 0         | —     | —     | —         | —         | 9     | 0     |
| 2018/19            | Олимпик            | Премьер-лига       | 19        | 4         | 2     | 0     | —         | —         | 21    | 4     |
| Итого за Олимпик:  | Итого за Олимпик:  | Итого за Олимпик:  | 28        | 4         | 2     | 0     | —         | —         | 30    | 4     |
| Итого УПЛ:         | Итого УПЛ:         | Итого УПЛ:         | 39        | 5         | 3     | 0     | —         | —         | 42    | 5     |
| Итого:             | Итого:             | Итого:             | 122       | 10        | 10    | 1     | —         | —         | 132   | 11    |